# Revolução quetzalteca
Revolução quetzalteca (em castelhano:  Revolución quetzalteca) foi uma tentativa de golpe fracassada de Quetzaltenango ao presidente Reina Barrios em 1897, logo depois que este anunciou que iria estender seu mandato presidencial por mais seis anos. Em 1897 prevalecia um grande descontentamento na Guatemala devido aos problemas econômicos derivados das tentativas do general Reina Barrios de promover a ferrovia interoceânica através da ostentosa Exposición Centroamericana.  Como a ferrovia não foi concluída a tempo para a realização da exposição, todos os gastos foram em vão e Reina Barrios se viu obrigado inclusive a fechar as escolas primárias do país.
No dia 15 de setembro, os guatemaltecos celebram a independência da América Central, que ocorreu em 1821; enquanto isso, em Quetzaltenango, celebram o aniversário da Revolução Quetzalteca de 1897, quando os crioulos liberais da cidade se recusaram a reconhecer o governo do general José María Reina Barrios, que em 30 de agosto daquele ano havia anunciado que estendeu seu mandato presidencial por meio de um decreto. A sua ideia era permanecer no poder até pelo menos 15 de março de 1902.